# دوغلاس غلوفر (كاتب)
دوغلاس غلوفر (بالإنجليزية: Douglas Glover)‏‏ (14 نوفمبر 1948 - ) روائي من كندا.